# عذرخواهی (ترانه وان‌ریپابلیک)
«عذرخواهی» (به انگلیسی: Apologize) یک تک‌آهنگ از وان‌ریپابلیک است که در سال ۲۰۰۶ میلادی منتشر شد.
این تک‌آهنگ در چارت‌های ، ایتالیا، استرالیا، آلمان، سوئد، سوئیس، نیوزلند، اتریش، در رتبه اول و در چارت‌های والونیا، فرانسه، ایرلند، نروژ، دانمارک، فنلاند، فلاندرز، بریتانیا، جزو ده ترانه اول قرار گرفت.